# Сома (мифология)
Сома (санскр. सोम) — в ведийской культуре галлюциногенный ритуальный напиток, персонифицируемый как божество. Аналог хаомы в древнеперсидской культуре.
Оба слова имеют одно происхождение и восходят к общему периоду индоиранской истории. Напиток употреблялся индоиранцами во время религиозных обрядов для стимуляции видений (галлюцинаций).

## Сома в Ведах
Сома часто упоминается в «Ригведе», содержащей много гимнов, восхваляющих его бодрящие или опьяняющие качества. Несколько текстов в «Атхарваведе» превозносят целебные свойства Сомы, он рассматривается как царь лекарственных растений. В Ведах упоминается по меньшей мере три вида Сомы: Сома Павамана (Млечный Путь), Сома-Луна и растение Сома, содержащее сок-Сому. Сома-Луна, в свою очередь, имеет три ипостаси: Сома-светило, Сома-божество, владыка планеты и Сома — нектар, источаемый Луной.
В «Ригведе», в гимне «К Соме и Пушану» (II, 40), в котором Сома и Пушан называются «породителями богатств», «пастухами мироздания», указывается, что один из них «породил все существа», а другой «движется, все озирая».
Встречаются также упоминания Сомы в паре (или как часть имени) с другими божествами: Индра-Сома (VII, 104), Сома-Рудра (VI, 74). К Соме обращены гимны девятой мандалы «Ригведы».
В «Свадебном гимне» «Ригведы» (X, 85) описывается свадебная церемония Сомы (который ассоциируется с луной) и Сурьи́и (дочери солярного божества Савитара).

## Состав напитка
Рецепт сомы неизвестен. Высказывались предположения, что сому выдавливали из грибов, эфедры или гармалы. Также в качестве вариантов предлагались Sarcostemma brevistigma, Cannabis sativa, Periploca aphylla.
В Тоголоке и иных индоиранских храмовых комплексах древней Маргианы советскими археологами были обнаружены особые помещения для приготовления и употребления священных напитков со следами эфедры и конопли, а также соответствующая утварь.